# 马塔波苏埃洛斯
马塔波苏埃洛斯，是西班牙卡斯蒂利亚-莱昂巴利亚多利德省的一个市镇。总面积51平方公里，总人口995人（2001年），人口密度20人/平方公里。